# Mongkol Woraprom
Mongkol Woraprom (thailändisch มงคล วรพรม, * 26. April 1989 in Khon Kaen) ist ein thailändischer Fußballspieler.

## Karriere
Mongkol Woraprom stand bis Ende 2016 beim BBCU FC unter Vertrag. Der Verein aus der thailändischen Hauptstadt Bangkok spielte in der ersten Liga des Landes, der Thai Premier League. Ende 2016 stieg er mit BBCU in die zweite Liga ab. Für BBCU absolvierte er vier Erstligaspiele. Nach dem Abstieg wechselte er zum Nonthaburi FC. Mit dem Verein aus der Provinz Nonthaburi spielte er in der vierten Liga, der Thai League 4, in der Western Region. Wie lange er bei Nonthaburi spielte, ist unbekannt. Anfang 2020 wurde er vom Pattaya Discovery United FC aus Pattaya unter Vertrag genommen. Nach einem Jahr wechselte er Anfang 2020 zum Kabin United FC nach Kabin Buri. Der Klub spielte Anfang 2020 in der vierten Liga, der Thai League 4, in der Eastern Region. Nach zwei Spieltagen wurde der Spielbetrieb wegen der COVID-19-Pandemie unterbrochen. Während der Unterbrechung wurde vom Verband beschlossen, dass man ab der Wiederaufnahme des Spielbetriebes die Thai League 4 und die Thai League 3 zusammenlegt. Seit September 2020 spielt Kabin in der dritten Liga, der Thai League 3. Hier trat man in der Eastern Region an. Bei Kabin stand er bis November 2021 unter Vertrag.